# Xavier Ariño i Fortuny
Xavier Ariño i Fortuny (Lleida, 1972) és un exjugador de bàsquet català de les dècades dels 80 i 90. Mesura 2,05 metres i jugava a la posició de Pivot. En la seva trajectòria destaquen dues temporades a la lliga ACB defensant els colors del Mayoral Maristas de Málaga i tres més a la Lliga EBA (aleshores era aquesta la segona lliga en importància del bàsquet espanyol) amb els del CAB Loja, CAB Los Abades Granada i SPAR Granada. Habitual del bàsquet lleidatà, ha jugat entre altres al Sícoris Club, Lleida, CE Maristes de Lleida i Baró de Maials de Lleida, però la seva aportació al bàsquet professional esdevingué als equips de Màlaga i Granada.

## Trajectòria esportiva[2]
- 1989-90 Sícoris Lleida. Categories inferiors.
- 1990-91 Mayoral Maristas Junior.
- 1990-91 ACB. Mayoral Málaga.
- 1991-92 Mayoral Maristas Junior.
- 1991-92 ACB. Mayoral Málaga.
- 1992-93 Primera Divisió. CAB Loja.
- 1993-94 Primera Divisió. CAB Los Abades Granada.
- 1994-95 EBA. Spar Granada.
- 1995-96 Segona Divisió. CE Maristes Lleida.
- 1996-97 Segona Divisió. CE Maristes Lleida.
- 1997-98 EBA. Baró de Maials Lleida.
- 1998-99 EBA. Baró de Maials Lleida.